# Kvalifikace na Mistrovství Evropy ve fotbale 2004 – skupina 4
Zápasy této kvalifikační skupiny na Mistrovství Evropy ve fotbale 2004 se konaly v letech 2002 a 2003. Z pěti účastníků si postup na závěrečný turnaj zajistil vítěz skupiny. Druhý tým skupiny hrál baráž.

## Tabulka
| Tým        | Z | V | R | P | VG | IG | B  |
| ---------- | - | - | - | - | -- | -- | -- |
| Švédsko    | 8 | 5 | 2 | 1 | 19 | 3  | 17 |
| Lotyšsko   | 8 | 5 | 1 | 2 | 10 | 6  | 16 |
| Polsko     | 8 | 4 | 1 | 3 | 11 | 7  | 13 |
| Maďarsko   | 8 | 3 | 2 | 3 | 15 | 9  | 11 |
| San Marino | 8 | 0 | 0 | 8 | 0  | 30 | 0  |

## Zápasy
| 7. září 2002 |       |                              |                                                                       |
| San Marino   | 0 – 2 | Polsko                       | Stadio Olimpico, Serravalle diváci: 2 000 rozhodčí: Paul McKeon (IRL) |
|              |       | Kaczorowski 75' Kukiełka 88' | Stadio Olimpico, Serravalle diváci: 2 000 rozhodčí: Paul McKeon (IRL) |

| 7. září 2002 |       |         |                                                                        |
| Lotyšsko     | 0 – 0 | Švédsko | Skonto stadions, Riga diváci: 8 500 rozhodčí: Frank de Bleeckere (BEL) |
|              |       |         | Skonto stadions, Riga diváci: 8 500 rozhodčí: Frank de Bleeckere (BEL) |

| 12. října 2002  |       |            |                                                                      |
| Švédsko         | 1 – 1 | Maďarsko   | Råsunda Stadium, Solna diváci: 35 084 rozhodčí: Wolfgang Stark (GER) |
| Ibrahimović 76' |       | Kenesei 5' | Råsunda Stadium, Solna diváci: 35 084 rozhodčí: Wolfgang Stark (GER) |

| 12. října 2002 |       |             |                                                                               |
| Polsko         | 0 – 1 | Lotyšsko    | Stadion polské armády, Varšava diváci: 12 000 rozhodčí: Massimo Busacca (SUI) |
|                |       | Laizāns 30' | Stadion polské armády, Varšava diváci: 12 000 rozhodčí: Massimo Busacca (SUI) |

| 16. října 2002     |       |            |                                                                                 |
| Maďarsko           | 3 – 0 | San Marino | Szusza Ferenc Stadium, Budapešť diváci: 6 500 rozhodčí: Gylfi Þor Orrason (ISL) |
| Gera 49', 60', 85' |       |            | Szusza Ferenc Stadium, Budapešť diváci: 6 500 rozhodčí: Gylfi Þor Orrason (ISL) |

| 20. listopadu 2002 |       |                     |                                                                      |
| San Marino         | 0 – 1 | Lotyšsko            | Stadio Olimpico, Serravalle diváci: 600 rozhodčí: Asim Khudiev (AZE) |
|                    |       | Valentini 89' (vl.) | Stadio Olimpico, Serravalle diváci: 600 rozhodčí: Asim Khudiev (AZE) |

| 29. března 2003 |       |          |                                                                           |
| Polsko          | 0 – 0 | Maďarsko | Slezský stadion, Chorzów diváci: 48 000 rozhodčí: Massimo de Santis (ITA) |
|                 |       |          | Slezský stadion, Chorzów diváci: 48 000 rozhodčí: Massimo de Santis (ITA) |

| 2. dubna 2003                                        |       |            | |
| Polsko                                               | 5 – 0 | San Marino | Miejski Stadion Sportowy "KSZO" w Ostrowcu Sw., Ostrowiec Świętokrzyski diváci: 8 500 rozhodčí: Loizos Loizou (CYP) |
| Szymkowiak 5' Kosowski 26' Kuźba 54', 90' Karwan 81' |       |            | Miejski Stadion Sportowy "KSZO" w Ostrowcu Sw., Ostrowiec Świętokrzyski diváci: 8 500 rozhodčí: Loizos Loizou (CYP) |

| 2. dubna 2003 |       |                  |                                                                                |
| Maďarsko      | 1 – 2 | Švédsko          | Stadium Puskás Ferenc, Budapešť diváci: 28 000 rozhodčí: Lucilio Batista (POR) |
| Lisztes 64'   |       | Allbäck 33', 66' | Stadium Puskás Ferenc, Budapešť diváci: 28 000 rozhodčí: Lucilio Batista (POR) |

| 30. dubna 2003                      |       |            |                                                                  |
| Lotyšsko                            | 3 – 0 | San Marino | Skonto stadions, Riga diváci: 7 500 rozhodčí: Hubert Byrne (IRL) |
| Prohorenkovs 10' Bleidelis 21', 74' |       |            | Skonto stadions, Riga diváci: 7 500 rozhodčí: Hubert Byrne (IRL) |

| 7. června 2003 |       |                                                     |                                                                         |
| San Marino     | 0 – 6 | Švédsko                                             | Stadio Olimpico, Serravalle diváci: 2 184 rozhodčí: Dejan Delević (SCG) |
|                |       | Jonson 16', 60', 70' Allbäck 49', 85' Ljungberg 49' | Stadio Olimpico, Serravalle diváci: 2 184 rozhodčí: Dejan Delević (SCG) |

| 7. června 2003            |       |                  |                                                                           |
| Maďarsko                  | 3 – 1 | Lotyšsko         | Stadium Puskás Ferenc, Budapešť diváci: 4 000 rozhodčí: Markus Merk (GER) |
| Szabics 51', 58' Gera 87' |       | Verpakovskis 38' | Stadium Puskás Ferenc, Budapešť diváci: 4 000 rozhodčí: Markus Merk (GER) |

| 11. června 2003               |       |        |                                                                        |
| Švédsko                       | 3 – 0 | Polsko | Råsunda Stadium, Solna diváci: 35 220 rozhodčí: Gilles Veissiere (FRA) |
| Svensson 16', 72' Allbäck 43' |       |        | Råsunda Stadium, Solna diváci: 35 220 rozhodčí: Gilles Veissiere (FRA) |

| 11. června 2003 |       |                                                  |                                                                       |
| San Marino      | 0 – 5 | Maďarsko                                         | Stadio Olimpico, Serravalle diváci: 1 410 rozhodčí: Kenny Clark (SCO) |
|                 |       | Böőr 4' Lisztes 20', 81' Kenesei 60' Szabics 76' | Stadio Olimpico, Serravalle diváci: 1 410 rozhodčí: Kenny Clark (SCO) |

| 6. září 2003                                                              |       |            |                                                                |
| Švédsko                                                                   | 5 – 0 | San Marino | Ullevi, Göteborg diváci: 31 098 rozhodčí: Stefan Messner (AUT) |
| Jonson 32' Jakobsson 48' Ibrahimović 53', 81' (pen.) Källström 66' (pen.) |       |            | Ullevi, Göteborg diváci: 31 098 rozhodčí: Stefan Messner (AUT) |

| 6. září 2003 |       |                         |                                                                    |
| Lotyšsko     | 0 – 2 | Polsko                  | Skonto stadions, Riga diváci: 7 500 rozhodčí: Kyros Vassaras (GRE) |
|              |       | Szymkowiak 36' Kłos 39' | Skonto stadions, Riga diváci: 7 500 rozhodčí: Kyros Vassaras (GRE) |

| 10. září 2003 |       |                         |                                                                    |
| Polsko        | 0 – 2 | Švédsko                 | Slezský stadion, Chorzów diváci: 20 000 rozhodčí: Mike Riley (ENG) |
|               |       | Nilsson 3' Mellberg 38' | Slezský stadion, Chorzów diváci: 20 000 rozhodčí: Mike Riley (ENG) |

| 10. září 2003                       |       |             |                                                                     |
| Lotyšsko                            | 3 – 1 | Maďarsko    | Skonto stadions, Riga diváci: 6 000 rozhodčí: Claus Bo Larsen (DEN) |
| Verpakovskis 38', 51' Bleidelis 43' |       | Lisztes 53' | Skonto stadions, Riga diváci: 6 000 rozhodčí: Claus Bo Larsen (DEN) |

| 11. října 2003 |       |                  |                                                                         |
| Švédsko        | 0 – 1 | Lotyšsko         | Råsunda Stadium, Solna diváci: 32 095 rozhodčí: Massimo de Santis (ITA) |
|                |       | Verpakovskis 22' | Råsunda Stadium, Solna diváci: 32 095 rozhodčí: Massimo de Santis (ITA) |

| 11. října 2003 |       |                     |                                                                                       |
| Maďarsko       | 1 – 2 | Polsko              | Stadium Puskás Ferenc, Budapešť diváci: 22 000 rozhodčí: Manuel Mejuto González (ESP) |
| Szabics 48'    |       | Niedzielan 10', 63' | Stadium Puskás Ferenc, Budapešť diváci: 22 000 rozhodčí: Manuel Mejuto González (ESP) |